# Neocalyptrocalyx muco
Neocalyptrocalyx muco är en kaprisväxtart som först beskrevs av Iltis, Cumaná, R.Delgado och Aymard, och fick sitt nu gällande namn av Cornejo och Hugh Hellmut Iltis. Neocalyptrocalyx muco ingår i släktet Neocalyptrocalyx och familjen kaprisväxter. Inga underarter finns listade i Catalogue of Life.